# Liste der Monuments historiques in Montgon
Die Liste der Monuments historiques in Montgon führt die Monuments historiques in der französischen Gemeinde Montgon auf.

## Liste der Objekte
| Bezeichnung                                      | Beschreibung           | Standort                        | Kennzeichnung | Schutzstatus | Datum | Bild |
| ------------------------------------------------ | ---------------------- | ------------------------------- | ------------- | ------------ | ----- | ---- |
| Grabstein des Sieur de Wignacourt im Büßergewand | Stein, bezeichnet 1577 | in der Kirche Notre-Dame (Lage) | PM08000311    | Classé       | 1908  |      |